# Губский, Михаил Фёдорович
Михаил Фёдорович Губский (1850—1901) — русский юрист, один из тех, кто проводил судебную реформу при Александре II.

## Биография
Образование получил в Дерптском университете.
Работал товарищем прокурора Симбирского, а затем Московского окружных судов.
С начала 1880-х годов участвовал в подготовке введения судебной реформы в Прибалтийском крае. Именно благодаря его деятельности и энтузиазму стало возможным осуществление в Прибалтике суда по Уставам 1864 года. По поручению министра юстиции неоднократно посещал Ригу, Ревель, Митаву в 1884—1890 гг., для собрания различных данных и выяснения на месте вопросов, связанных с распространением на эти губернии Судебных Уставов.
М. Ф. Губский много трудился при составлении проектов о преобразовании судебной части и крестьянских присутственных мест в Прибалтийских губерниях.
Благодаря знанию им иностранных языков, Губский дважды ездил за границу для ознакомления с зарубежной юридической практикой: в 1890 году для ознакомления с деятельностью суда шёффенов, в 1891 году для практического изучения результатов ряда процессуальных реформ, предпринятых перед этим в Австрии.
В период 1892—1901 годов работал товарищем обер-прокурора Уголовного кассационного департамента Сената.
М. Ф. Губский один из авторов «Энциклопедического словаря Брокгауза и Ефрона».
Сын Николай (1881—1971) — выпускник Александровского лицея (1908).[уточнить]